# Sigdal
Sigdal là một đô thị ở hạt Buskerud, Na Uy.
Sigdal được lập làm đô thi vào ngày 1 tháng 1 năm 1838 (xem formannskapsdistrikt). Krødsherad đã được tách khỏi Sigdal ngày 1 tháng 1 năm 1901.
Đô thị này có biên giới chung với Flå, Krødsherad, Modum, Øvre Eiker, Flesberg, Rollag và Nore og Uvdal.
Dạng Norse của tên gọi là *Sigmardalr hay *Sigmudalr. Huy hiệu đã được dùng từ năm 1983.
Phần lớn dân sống ở Eggedal hay trung tâm hành chính Prestfoss. Sigdal có mật đô dân số cao. Đô thị này chủ yếu là núi và thung lũng, 72% diện tích là rừng, 20% là núi, 4% là đất trồng. Các ngành chín gồm nông nghiệp, lâm nghiệp
Andersnatten là núi nổi tiếng, xuất hiện trong bức tranh Theodor Kittelsen, là nơi thách thức các vận động viên leo núi.

## Người nổi tiếng
- Christian Skredsvig, 1854-1924, họa sĩ
- Theodor Kittelsen, 1857-1914, họa sĩ
- Dag Aabye, 1941-